# Фиброин

Первичная структура фиброина

Фиброин — фибриллярный белок, выделяемый паукообразными и некоторыми насекомыми и составляющий основу нитей паутины и коконов насекомых, в частности, шёлка тутового шелкопряда Bombyx mori.

## Свойства
Фиброин является гетеродимером, образованным двумя белковыми цепями — тяжелой массой 200—500 кДа (H-фиброин, от англ. heavy) и легкой ~25 кДа (L-фиброин, от англ. light). Его первичная структура одинакова у H- и L-субъединиц и состоит из повторяющейся аминокислотной последовательности (Gly-Ser-Gly-Ala-Gly-Ala)n.
В свою очередь, повторяющиеся аминокислотные последовательности образуют антипараллельные складчатые β-слои, связанные водородными связями. Эта структура обуславливает высокий предел прочности нитей паутин и шелка. Более прочный, чем кевлар, фиброин вдобавок ещё и высоко эластичен. Эти качества делают его материалом, применяемым в различных областях, включая биомедицину и текстильное производство.

## Структуры
Фиброин может образовывать три типа структур, называемых шёлк I, II и III.
Шёлк I — натуральная форма фиброина, который выделяется из шёлкоотделительных желез тутового шелкопряда и присутствует в шелке-сырце.
Шёлк II — структура фиброиновых молекул в крученой шёлковой пряже, его прочность выше, и он часто используется коммерчески в различных областях.
Шёлк III — недавно[когда?] открытая структура фиброина, впервые замеченная профессором Региной Валуцци  с помощниками в университете Тафтса.
Шёлк III формируется преимущественно в растворах фиброинов на поверхности раздела (то есть границе между водой и воздухом, поверхность раздела вода-нефть и так далее).